# Coca Cola Red Sparks
Maillots
Dernière mise à jour : 16 mars 2016.
Coca Cola Red Sparks (コカ・コーラレッドスパークス) est un club japonais de rugby à XV résidant à Fukuoka (Kyūshū). Il est fondé en 1966, et disparaît en 2021.

## Historique
À la suite des réformes au sein du championnat japonais, il est annoncé que le club cesse ses activités au terme de la saison 2021.

## Effectif 2015-2016
(c) Indique le capitaine, Gras indique un joueur international